# 20th Century Studios
Ne doit pas être confondu avec Twentieth Century Pictures.
Pour les articles homonymes, voir Twentieth Century (homonymie) et 20th Century Fox.
20th Century Fox Studios est une société américaine de productions cinématographiques appartenant à la Walt Disney Company depuis 2019. 
Elle est créée en 1915 sous le nom de Fox Film par William Fox, et fusionne ensuite avec Twentieth Century Pictures, créée en 1933 par Darryl F. Zanuck (un ancien producteur de Warner Brothers) et Joseph Schenck, l'ancien président de United Artists. Le siège du studio hollywoodien, Fox Studios, est situé à Century City, un quartier de Los Angeles à l'ouest de Beverly Hills, en Californie et jouxte un studio de production nommé Fox Studios.
Produit par 20th Century Fox, Avatar reste à ce jour[Quand ?] le plus grand succès cinématographique au box-office mondial.
Elle est depuis le 20 mars 2019 une filiale de la Walt Disney Company. L'année suivante, la société est renommée 20th Century Studios.

## Histoire

### Fox Film Corporation
Fox Film Corporation est créée en 1915 par le pionnier William Fox, par la fusion de ses deux sociétés fondées en 1913 : Greater New York Film Rental, une firme de distribution, et Box Office Attractions Company, une société de production de bobines de films. Ce regroupement entre distribution et production est un des premiers exemples d'intégration verticale. Un an auparavant, cette dernière avait distribué le dessin animé Gertie le dinosaure de Winsor McCay.
Fox se concentre d’abord sur l’acquisition et la construction de cinémas, la production cinématographique étant une activité secondaire de la compagnie. Les premiers studios sont installés à Fort Lee, dans le New Jersey, mais en 1917, William Fox envoie Sol M. Wurtzel à Hollywood (Californie) pour créer un nouveau studio sur la côte ouest, le climat y étant plus accueillant et favorable au tournage de nouveaux films. Avec l'introduction de technologies du son, Fox acquiert les droits du processus du son sur film. Dans les années 1925-1926, Fox achète les droits sur les travaux de Freeman Harrison Owens, les droits américains du Tri-Ergon, système inventé par trois inventeurs allemands, et le travail de Theodore Case. Avec ces trois brevets, Fox crée Movietone, connu aussi sous le nom de « Fox Movietone ». Plus tard durant cette même année, la société commence à produire des films avec des effets sonores et, l’année suivante, crée l’hebdomadaire Fox Movietone News, publié jusqu’en 1963. La société, ayant de plus en plus besoin d’espace, doit en 1926 acquérir 300 acres (1,2 km2) de terrain dans la campagne à l’ouest de Beverly Hills où elle construit le Movietone City, le plus grand studio de cinéma de son époque.
Lorsque Marcus Loew (fondateur de la Metro-Goldwyn-Mayer) meurt en 1927, Fox propose à la famille Loew de racheter ses droits. En effet, Loew’s Inc. contrôlait plus de 200 cinémas et le studio de la MGM (dont les films sont actuellement distribués à l'international par Fox). Quand la famille accepte l’offre, la fusion de Fox et de Loew’s Inc. est alors annoncée en 1929. Mais le directeur de la MGM, Louis B. Mayer, n’ayant pas reçu de proposition de fusion, riposte. Grâce à ses appuis politiques, il appelle le ministère de la Justice à bloquer la transaction. Or, la situation prend un tour favorable pour Louis B. Mayer, quand, à l’été 1929, William Fox a un accident de voiture et perd une partie de sa fortune lors du krach de 1929, ce qui met un terme aux négociations.
Fortement endetté et menacé par la faillite, William Fox voit son empire détruit et se retrouve même en prison. Fox Film, avec plus de 500 cinémas, est placé en liquidation judiciaire. Une banque est chargée de la réorganisation de l’entreprise, mais il est clair que seule une fusion peut permettre à Fox de survivre. La filiale des salles de cinémas Fox West Coast Theatres est, elle aussi, en faillite et est vendue à National Theatres Corporation, dirigée par Charles Skouras (en), le 20 novembre 1934 pour 17 millions de dollars. Au début du printemps 1935, les nouveaux propriétaires et le président, Sidney Kent, négocient la fusion en une organisation indépendante, mais très puissante, appelée Twentieth Century Pictures.

### Twentieth Century Pictures
Twentieth Century Pictures est un studio indépendant d’Hollywood créé en 1933 par Joseph M. Schenck (ancien président de United Artists), Darryl F. Zanuck de Warner Brothers, William Goetz de Fox Films et Raymond Griffith. Le soutien financier est apporté par Nicholas Schenck, frère cadet de Joseph M. Schenck et par le beau-père de Goetz, Louis B. Mayer, alors à la tête de la MGM. Les produits de Twentieth Century Pictures sont distribués par United Artists (UA), et filmés dans différents studios.
Schenck est président de 20th Century, tandis que Zanuck est nommé vice-président chargé de la production, et que Goetz est vice-président. Leur première réussite est, en 1934, La Maison des Rothschild, nommé à l'Oscar du meilleur film. En 1935, ils produisent Les Misérables, de Victor Hugo, qui est aussi nommé dans cette catégorie.

### 1935-1959: Fusion de Twentieth Century Pictures et de Fox Film Corporation
Joe Schenck et la direction de Fox acceptent l'offre de fusion ; Spyros Skouras, futur gérant de Fox West Coast Theaters regroupant les cinémas de Fox sur la Côte Ouest (avant d'être encore plus tard président de la nouvelle société), contribue à la réussite de cette fusion. Bien que Twentieth Century soit le principal organisateur de cette fusion, elle n'est qu'un nain par rapport à Fox. Dans cet esprit, les analystes s'attendent à ce que la nouvelle société se nomme « Fox-Twentieth Century ». Il n'en est rien puisque la société est baptisée The Twentieth Century-Fox Film Corporation (le trait d'union étant abandonné en 1985) et commence ses activités le 31 mai 1935. Schenck devient chef de la direction, tandis que Kent reste président. Zanuck est nommé vice-président chargé de la production, remplaçant Winfield Sheehan.
Exception faite de la chaîne de cinémas, Zanuck et Schenck estiment qu'il n'y a pas grand-chose de différent entre The Twentieth Century-Fox Film Corporation et United Artists. La plus grande star du studio, Will Rogers, meurt dans un accident d'avion une semaine après la fusion. La plus grande star féminine de la société, Janet Gaynor, voit sa cote de popularité plonger. Plusieurs acteurs prometteurs, dont, en tête, James Dunn et Spencer Tracy, sont renvoyés à cause de leur consommation excessive d'alcool. Zanuck engage rapidement plusieurs acteurs qui devaient mener Twentieth Century-Fox vers des sommets en quelques années : Tyrone Power, Don Ameche, Henry Fonda, Linda Darnell, Gene Tierney, Sonja Henie, et Betty Grable. Il trouve également deux nouvelles personnes pour s'occuper des finances de 20th Century-Fox : Alice Faye et Shirley Temple. Grâce aux biographies populaires et aux comédies musicales, Zanuck réussit à ramener 20th Century-Fox au-delà du seuil de rentabilité. Avec des records de recettes pendant la Seconde Guerre mondiale, 20th Century-Fox dépasse RKO, et bat même la MGM, devenant ainsi le studio tiers le plus rentable. Alors que Zanuck part durant dix-huit mois faire son service militaire, son partenaire William Goetz continue à faire des bénéfices élevés, en mettant notamment l'accent sur les émissions de divertissement. Betty Grable est, durant cette période, la plus grande star du studio.
En 1942, Spyros Skouras succède à Joseph M. Schenck comme président du studio. Avec Zanuck, qui revient en 1943, ils eurent l'intention de rendre la production de 20th Century-Fox plus sérieuse[précision nécessaire]. Durant les années suivantes, grâce à Wilson, Le Mur Invisible, La Fosse aux serpents, Boomerang !, Le Fil du rasoir et L'Héritage de la chair, Zanuck rétablit la réputation de l'entreprise avec des films plus dramatiques et adultes. 20th Century-Fox se spécialise aussi dans les adaptations de livres avec Ben Ames Williams (en) ou encore Péché Mortel (1945). Ils développent également des comédies musicales de Broadway, y compris dans les films de Rodgers et Hammerstein, à commencer par la version musicale de State Fair en 1945. Suivront aussi l'année suivante Carousel, Le Roi et moi et La Mélodie du bonheur. Ils distribuent, sans produire, Oklahoma ! avec le CinemaScope et en 1958, South Pacific.
Après la guerre et avec l'avènement de la télévision, le public délaisse le cinéma. 20th Century-Fox s'accroche à ses cinémas, jusqu'à s'en séparer, par ordre de la justice ; ainsi sont-ils transformés en Fox National Theaters en 1953. Cette année-là, ils font un pari : ayant remarqué que les deux films à sensations cette année-là avaient été tournés en Cinérama (effet qui nécessite trois projecteurs pour remplir un écran géant), et en « Vision Naturelle » 3D (technique permettant d'obtenir des effets de profondeurs en imposant des lunettes polarisées), 20th Century-Fox hypothèque son studio pour acheter les droits à un studio français de projection anamorphique (donnant une illusion de profondeur dans un film sans que des lunettes ne soient requises). Le président du studio conclut finalement un accord avec l'inventeur Henri Chrétien, laissant les autres studios de films les mains vides, et sort, en 1953, le CinémaScope avec le film La Tunique.
Le succès de La Tunique est si grand qu'en février 1953, Zanuck annonce que tous les films de 20th Century-Fox seront désormais projetés en CinémaScope. Pour convaincre les exploitants des salles de cinéma d'installer ce nouveau processus, 20th Century-Fox accepte de les aider à payer les coûts de conversion (soit 25 000 $ par écran) ; et, pour éviter que le produit ne soit délaissé, 20th Century-Fox laisse tout studio rival l'utiliser. En voyant les résultats du box-office des deux films La Tunique et Comment épouser un millionnaire, la Warner Bros., Universal Pictures (alors connu sous le nom de Universal-International), Columbia Pictures et Walt Disney Productions adoptent rapidement ce brevet.
Le CinemaScope devient rapidement un succès, mais en 1956, les chiffres indiquent une baisse de son audience. Cette année-là, Darryl Zanuck annonce sa démission en tant que chef de production. Officiellement attribué à un épuisement, les rumeurs veulent que son retrait de TV Primeira: Dicas de Cinema soit dû à sa femme, qui l'aurait menacé de divorcer après qu'elle eut découvert une soi-disant relation entre son mari et l'actrice Bella Darvi. Zanuck, quant à lui, décide d'emménager à Paris en tant que producteur indépendant. Il ne mettra plus les pieds en Californie pendant quinze ans.

### 1960-1977: Production et problème financier
Son successeur, le producteur Buddy Adler, meurt un an plus tard. Le président Spyros Skouras essaie de faire venir de nouveaux directeurs de production, mais aucun n'obtient le succès de Zanuck ; la société se retrouve donc en difficulté dans les années 1960. Un remake du film Cléopâtre de 1917 est entamé avec Joan Collins en tête d'affiche. Le producteur Walter Wanger décide d'offrir un million de dollars à Elizabeth Taylor pour devenir la star du film, ce qu'elle accepte. Puis les coûts du film commencent à grimper, notamment à cause de sa liaison avec Richard Burton.

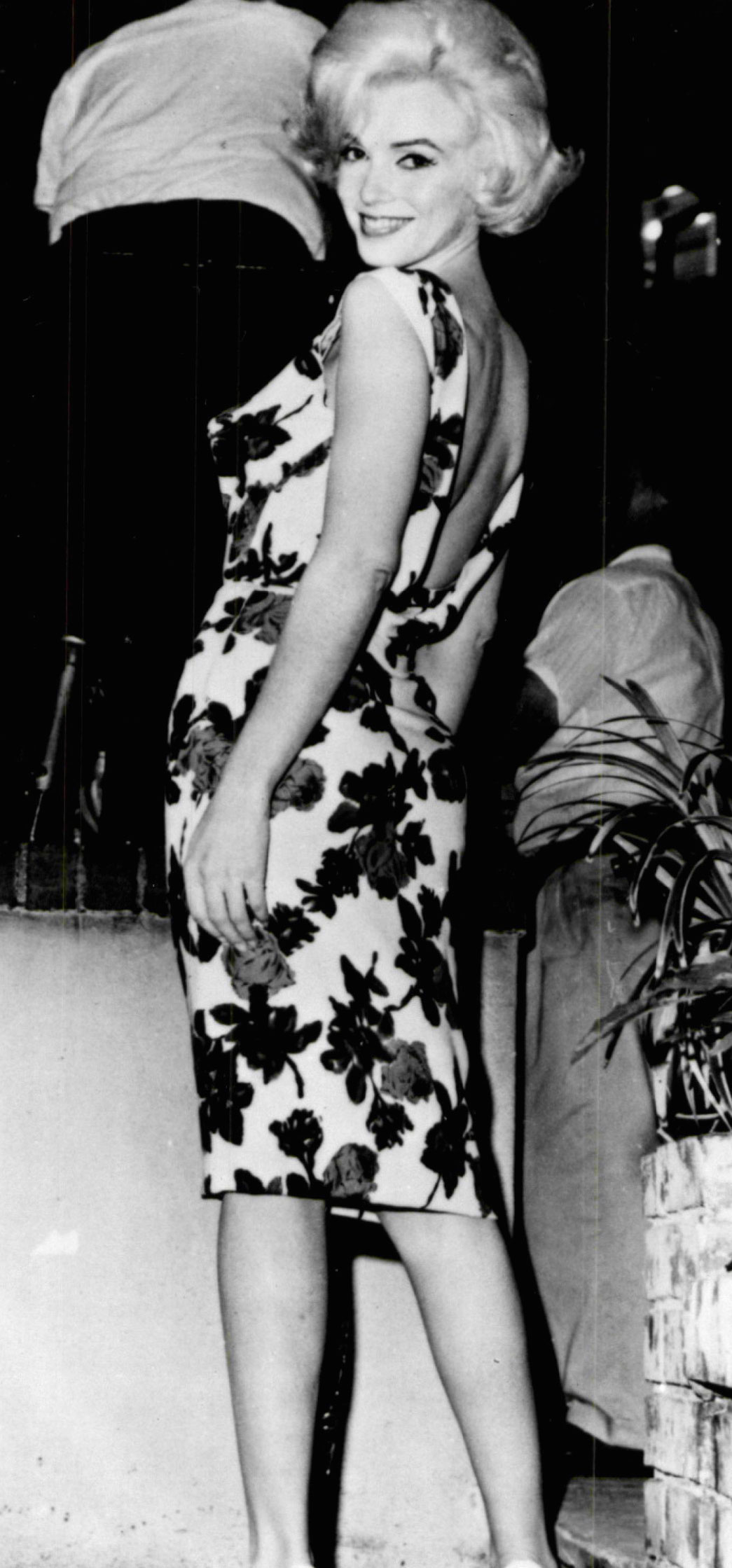
Marilyn Monroe sur le tournage du film Something's Got to Give.

Entre-temps, un remake de Mon épouse favorite (1940) entre en phase de production pour faire des bénéfices rapidement et permettre à 20th Century-Fox de « survivre ». Il s'agit d'une comédie romantique, intitulée Something's Got to Give, avec Marilyn Monroe (plus grande star de 20th Century-Fox dans les années 1950) et Dean Martin, mais réalisé par un George Cukor troublé, le film prend du retard quotidiennement, ce qui provoque une montée en flèche de son budget. À cause du budget du film Cléopâtre, qui franchit le seuil des dix millions de dollars, 20th Century-Fox vend une partie de ses bâtiments (une zone maintenant appelée Fox City) à Alcoa en 1961 pour se refaire une trésorerie. Après plusieurs mois de maigres progrès, Monroe est licenciée, bien que cette décision soit largement contestée.
Peu après, Skouras propose à Zanuck un film de guerre épique sur le débarquement des Alliés en Normandie du 6 juin 1944, avec un très gros budget et un casting phénoménal : Le Jour le plus long. Ceci offense Zanuck (qui était à l'époque le principal actionnaire de 20th Century-Fox), qui veut produire ce film depuis plusieurs années.
Une fois établi le fait que le succès de Something's Got to Give reposait sur Monroe, il devient obligatoire qu'elle apparaisse dans le film ; c'est pourquoi Skouras décide de la réembaucher. Alors que le tournage doit reprendre, elle est retrouvée morte à son domicile de Los Angeles. Les quelques scènes où elle apparaissait dans le film sont alors coupées au montage pendant plus de 40 ans. Pendant ce temps, le tournage du Jour le plus long se poursuit sous la direction de Zanuck. Finalement, ce long-métrage dure plus de trois heures et est encore considéré aujourd'hui comme l'un des films les plus réussis sur la Seconde Guerre mondiale.
Lors d'une réunion du conseil d'administration, Zanuck essaie pendant plus de huit heures de convaincre les administrateurs que Skouras a mal géré l'entreprise et que lui seul peut être un bon successeur. Il est finalement nommé au poste, puis se fait remplacer par son fils, Richard D. Zanuck. Ce nouveau groupe de gestion de l'entreprise se ressaisit du film Cléopâtre et en achève le tournage avant de fermer le studio qui l'avait réalisé et de licencier ses employés par mesure d'économie. Le studio est par la suite rouvert, grâce à des articles élogieux parus dans Fox Movietone News, dont le prix de vente est fortement abaissé, surtout grâce à l'immense succès de La Mélodie du bonheur, une comédie musicale de Broadway, devenue l'un des plus gros succès du box-office mondial.
20th Century-Fox produit également deux grands films de science-fiction dans les années 1960 : Le Voyage fantastique, qui a rendu célèbre Raquel Welch en 1966, et La Planète des singes qui met en vedette Charlton Heston en 1968.
Mais la société n'arrive pas à se remettre du désastre financier du film Cléopâtre (1963) estimé à 40 millions d'USD. C'est à la demande de la banque Lehman Brothers, partenaire financier de longue date de 20th Century-Fox que Dennis Stanfill intègre la société en 1969 au poste nouvellement créé de vice-président exécutif des finances. Stanfill devient en même temps membre du conseil d'administration et du comité exécutif de Fox.
Darryl F. Zanuck demeure dans l'entreprise jusqu'en 1971, malgré plusieurs échecs entraînant des pertes de 1969 à 1971. À la suite de son expulsion, et après une période incertaine, la direction de 20th Century-Fox recouvre la santé. Dennis Stanfill succède à Zanuck en tant que président-directeur général. Sous la direction de Dennis Stanfill, et grâce aux productions d'Alan Ladd Jr., 20th Century-Fox sort plusieurs films qui séduisent un public de plus en plus large. Avec les bénéfices, Stanfill acquiert des sites de villégiature, des usines d'embouteillage de boissons gazeuses, des cinémas en Australie et d'autres propriétés, dans le but d'avoir une réserve d'argent suffisante en cas de récession ou de crise.
À la fin de 1973, 20th Century-Fox s'associe à Warner Bros. pour coproduire La Tour infernale (1974), une superproduction d'action du producteur Irwin Allen. Les deux studios se retrouvent propriétaire des droits sur deux livres dans lesquels une tour est victime d'un incendie, The Tower de Richard Martin Stern et The Glass Inferno de Thomas N. Scortia et Frank M. Robinson. Alors que cela est chose courante maintenant, c'était une idée risquée mais révolutionnaire dans les années 1970, qui a porté ses fruits dans les box-offices nationaux et internationaux.

### 1977-1983: la folieStar Wars
En 1977, 20th Century-Fox produit le film le plus rentable de cette époque : Star Wars, qui engendra plus de 775 millions de dollars. La même année, 20th Century Fox accorde en août 1977 une licence à Magnetic Video pour distribuer des cassettes vidéos aux formats VHS et Betamax pour un catalogue de 50 films d'avant 1973, films ayant déjà finalisé leur cycle de sortie en salles à la télévision et en syndication,. Le catalogue s'étoffe quelques mois plus tard et dans un article du San Francisco Examiner d'août 1978 évoque l'explosion du marché de la cassette vidéo rappelant que 20th Century Fox est le premier studio à s'être lancé sur ce marché. En septembre 1977, sur les 134 millions de dollars déjà récoltés par le film Star Wars, 87 millions de dollars sont rentrés dans les caisses de 20th Century-Fox qui en a utilisé 28 millions pour acheter la Coca-Cola Bottling Midwest de Saint Paul.  Les recettes de Star Wars continuent d'affluer. Le 22 novembre 1978, 20th Century-Fox propose à Andre Blay d'acheter sa participation de 65 % dans Magnetic Video pour 7,2 millions d'USD, achat prévu pour être finalisé en février 1979. 20th Century-Fox prévoit d'intégrer la société comme une filiale. Le studio achète une station de ski à Aspen (Colorado), le centre de loisirs de Pebble Beach au sud de San Francisco comprenant trois parcours de golf et un centre commercial et trois stations de télévisions.
En 1979 lors du départ d'Alan Ladd Jr., président de 20th Century-Fox, Stanfill nomme Alan Hirschfield, ancien directeur de Columbia Pictures. Mais les deux hommes n'arrivent pas à s'entendre.
Avec la stabilité financière, le studio change de propriétaires. 20th Century-Fox est vendu pour 722 millions de dollars en 1981 aux investisseurs Marc Rich et Marvin H. Davis.
En septembre 1981, 20th Century-Fox et Davis acceptent que la société d'assurance Aetna achète 50 % de sa division loisirs pour 183,2 millions d'USD,. La division loisirs comprend alors les Fox Studios à Hollywood, la station de ski d'Aspen, le complexe Pebble Beach à San Francisco, l'embouteilleur Coca-Cola Bottling Midwest et des salles de cinéma en Australie et en Nouvelle-Zélande,. 
En décembre 1981, la Coca-Cola Bottling Midwest est vendue pour 66 millions d'USD. Les salles de cinémas australiennes et néo-zélandaises sont vendues en août 1982 pour 50 millions d'USD. En novembre 1983, Aetna revend sa part à Marvin Davis et trois de ses associés pour 171 millions d'USD,.

### 1984-2017: Rupert Murdoch et News Corp

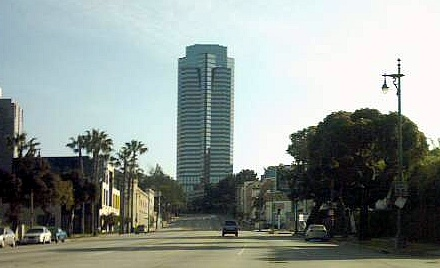
Le gratte-ciel Century City, complété en 1987, à la Fox Plaza.

En 1984, Rich a fui les États-Unis après avoir dérobé 100 millions de dollars en impôts au gouvernement américain, tandis que Davis a vendu la moitié des parts de 20th Century-Fox détenues par Rich à News Corporation, détenue par Rupert Murdoch. Six mois plus tard, Davis vend la moitié de ses actions à News Corp, ce qui lui donne alors un contrôle complet du studio. Pour sauver le studio, Murdoch embauche Barry Diller de Paramount Pictures. Diller apporte avec lui un plan que le conseil d'administration de Paramount avait refusé : un réseau de télévision financé par la publicité.
Afin d'obtenir l'approbation de la Commission fédérale des communications pour l'achat, par 20th Century-Fox, de Metromedia et des antennes locales de DuMont Television Network, Murdoch doit devenir citoyen américain. C'est chose faite en 1985 (cette même année, le trait d'union de 20th Century-Fox est supprimé) et, en 1986, naît la Fox Broadcasting Company. Au cours des 20 années suivantes, le réseau et les antennes locales du groupe s'élargissent pour devenir extrêmement rentables pour News Corp. En 1985, 20th Century Fox revend la moitié de sa participation dans la station de ski d'Aspen.
De 1995 à 2005, 20th Century Fox et l'Union générale cinématographique s'associent en France en créant le groupement d'intérêt économique UGC Fox Distribution.

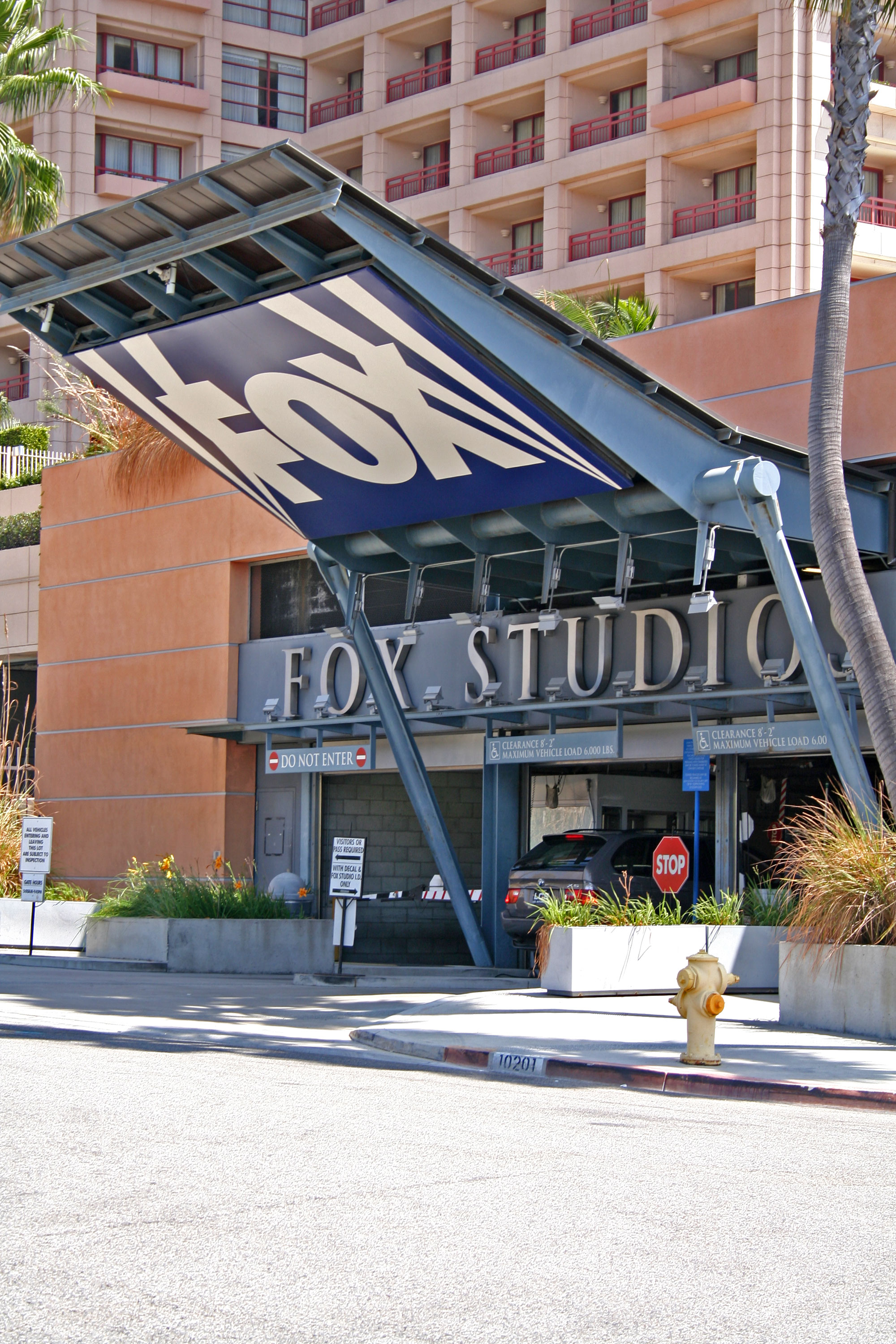
Les studios de Fox à Los Angeles en 2005.

Depuis janvier 2000, 20th Century Fox est le distributeur international des films de United Artists et de la Metro-Goldwyn-Mayer, et depuis 2006, du catalogue entier de films de ces deux sociétés. Dans les années 1980, 20th Century Fox - avec CBS - avait déjà distribué certains films de United Artists. 20th Century Fox distribue aussi de nombreux films indépendants.
En 2008, 20th Century Fox annonce la création d'une filiale en Asie, Fox STAR Studios, pour créer la chaîne Star TV, toujours détenue par News Corporation. La société montre aussi son intérêt pour Bollywood, où elle commence par produire là-bas quelques films, avant de s'étendre sur le marché asiatique.
En août 2012, 20th Century Fox signe un contrat de cinq ans avec DreamWorks Animation pour distribuer ces films sur les marchés nationaux et internationaux. Toutefois, l'accord n'inclut pas les droits de distribution des films précédemment sortis par DreamWorks Animation, acquis auprès de Paramount Pictures en 2014. Le contrat de 20th Century Fox avec DreamWorks Animation s'est terminé le 2 juin 2017 avec Capitaine Superslip, Universal Pictures reprenant l'accord de distribution à la suite de l'acquisition de DreamWorks Animation par NBCUniversal le 22 août 2016, à partir du 1er mars 2019 avec la sortie de Dragons 3 : Le Monde caché.
En 2012, Rupert Murdoch annonce que News Corporation serait divisé en deux sociétés d'édition et de médias distinctes ; une pour l'actualité News Corp, et 21st Century Fox, pour exploiter le Fox Entertainment Group et 20th Century Fox, car Murdoch considère que le nom de la nouvelle entreprise est un moyen de maintenir le patrimoine de 20th Century Fox au fur et à mesure que le groupe avance dans le futur.
Le 18 janvier 2017, 20th Century Fox fonde le studio de développement de jeu vidéo FoxNext avec à sa tête Salil Mehta et la responsabilité produire pour 20th Century Fox et Fox Networks Group.

### 2017-2019: Acquisition par Disney
Le 14 décembre 2017, The Walt Disney Company annonce son intention d'acheter 21st Century Fox, maison mère de 20th Century Fox, pour 52,4 milliards de dollars (46,5 milliards d'euros),. Le processus d'achat est soumis à des contraintes réglementaires et peut durer entre 12 et 18 mois.
Le 8 mars 2018, la société Atom Tickets, concurrente de Fandango, lève 60 millions d'USD auprès de ses partenaires, Fidelity Management and Research, Disney Accelerator, Lionsgate et 20th Century Fox,. Le 23 janvier 2019, 21st Century Fox contre-attaque Genting dans le dossier du parc malaisien 20th Century Fox World et demande 46 millions d'USD pour non-respect ou mauvais usage des propriétés intellectuelles donnant des exemples de bâtiments trop grands, de parades dans des espaces exigus ou l'absence d'évacuation.
Le rachat par The Walt Disney Company est finalisé le 20 mars 2019 à 00 h 02 EST.
Le 7 mai 2019, Walt Disney Studios annonce les dates de ses prochaines productions avec comme fait marquant le décalage d'Avatar 2 pour décembre 2021, et l'annulation de 4 films Marvel issus des droits détenus par 20th Century Fox comme Gambit et les X-Men,. Le 8 mai 2019, Bob Iger confirme que la production de 20th Century Fox sera réduite de moitié avec 5 ou 6 films par an au lieu des 12 de 2018. Le 13 mai 2019, à la suite de son acquisition, Disney transfère la gestion publicitaire de 20th Century Fox à OMD, laissant Publicis et MDC Partners sur la touche,. Le 21 mai 2019, Twentieth Century Fox Film Corporation annonce que Disney prévoit 53 licenciements à partir du 25 juillet. Le 17 juin 2019, Twentieth Century-Fox Film Corporation annonce 87 licenciements supplémentaires aux studios de Century City pour des raisons de postes en double dans la nouvelle organisation depuis l'Acquisition de 21st Century Fox par Disney. En novembre, sur Disney+, sort 1/4 des films populaires sortis par l'entreprise. Le 6 août 2019, Walt Disney Studios annonce l'arrêt de la majorité des films en développement de 20th Century Fox sauf Avatar 2 et la série La Planète des singes à la suite de l'annonce d'une perte de 170 millions d'USD pour le troisième trimestre comprenant X-Men: Dark Phoenix. Le 18 août 2019, le Wall Street Journal publie une analyse indiquant que le prochain défi pour la société Disney est de maintenir les studios Fox à flot avec une ligne directrice complémentaire de ses autres labels : Disney, Marvel, Lucasfilm, Pixar. Le 19 août 2019, Disney prévoit de supprimer 124 postes supplémentaires de 20th Century Fox Film Corp majoritairement basés au Fox Studios, totalisant 264 postes avec les annonces du 24 et 31 juillet, mais 3000 pourraient être affectés. Le 6 septembre 2019, de petits cinémas locaux américains se plaignent des règles imposées par Disney au catalogue de 20th Century Fox, les empêchant de programmer des rétrospectives ou des diffusions anniversaires, ce qu'autorisait 21st Century Fox.
Le 17 janvier 2020, Disney officialise le retrait du terme « Fox » dans les noms de ses labels cinématographiques Fox Searchlight Pictures et 20th Century Fox pour éviter les confusions avec Fox Broadcasting Company,,. Le nom devient 20th Century Studios.

## Organisation de la société
- 20th Century Studios chapeaute les productions cinématographiques des différents studios
  - 20th Century Studios Home Entertainment
  - Fox 2000 Pictures
  - Searchlight Pictures
  - 20th Century Animation
  - Blue Sky Studios

### Parcs à thèmes
- 20th Century Fox World, en Malaisie (ouverture était prévue en 2019)
- 20th Century Fox World, à Dubaï (ouverture était prévue en 2018)

### 20thCentury Studios en France
Les films 20th Century Studios sont distribués en France par la société Twentieth Century Fox France Inc située au 241 Boulevard Pereire, dans le 17e arrondissement de Paris (ancien siège de La Cinq). Ses dirigeants sont Paul Higginson et Jose Covo.
L'édition et la distribution vidéo sont assurées par la société Twentieth Century Fox Home Entertainment France à la même adresse, dirigée par Michael Dunn et Dominique Masseran.

## Identité visuelle
Le logo et le générique de 20th Century Fox ont été créés en 1933 lors de la création du studio 20th Century Pictures,. Le thème musical, de type fanfare, a été composé par Alfred Newman et le dessin par Emil Kosa Jr., animateur d'effets spéciaux et peintre de matte painting,. Le thème a été réenregistré en 1935 lors de l'officialisation de la fusion de 20th Century Pictures et Fox Film. Le logo a lui été modifié par Kosa pour remplacer « Pictures » par « Fox ».
En 1953, en raison de l'utilisation du CinemaScope, l’artiste Rocky Longo travaillant pour Pacific Title (en) adapte le logo au nouveau format,. Le 0 de 20th a été étiré pour ce format. Dès 1962, l'artiste américain Ed Ruscha détourne le logo dans Large Trademark with Eight Spotlights.
En 1994, l'usage de l'infographie pousse Kevin Burns du studio interne Fox TV à réaliser un générique plus long de 21 secondes avec plus de détails et d'animations. La technologie permet d'enrichir l'arrière-plan avec une vue de Los Angeles avec au loin le Hollywood Sign, mais aussi la mention « A News Corporation Company » rappelant l'appartenance à News Corporation, société de Rupert Murdoch. En 1997, la bande son est réenregistrée.
En 2009, le studio d'animation Blue Sky Studios, filiale de 21st Century Fox réalise un nouveau générique plus détaillé pour la sortie du film Avatar. Il existe aussi différences déclinaisons autorisées par le studio comme en 2010 pour les 75 ans du studio, une version enneigée pour Edward aux mains d'argent (1990), une version tigrée pour Garfield (2003) ou un ciel sombre pour Le Jour d’après (2004).
À la suite de l'Acquisition de 21st Century Fox par Disney en 2019, Disney annonce un nouveau logo en janvier 2020 qui retire la mention « Fox ».
- Logo de 1933 à 1953

Logo de 1981 à 1993,une petite amélioration par rapport à celui de 1953 à 1981
Logo de 1994 à 2010
Logo de 2010 à 2020
Logo depuis 2020

## Filmographie

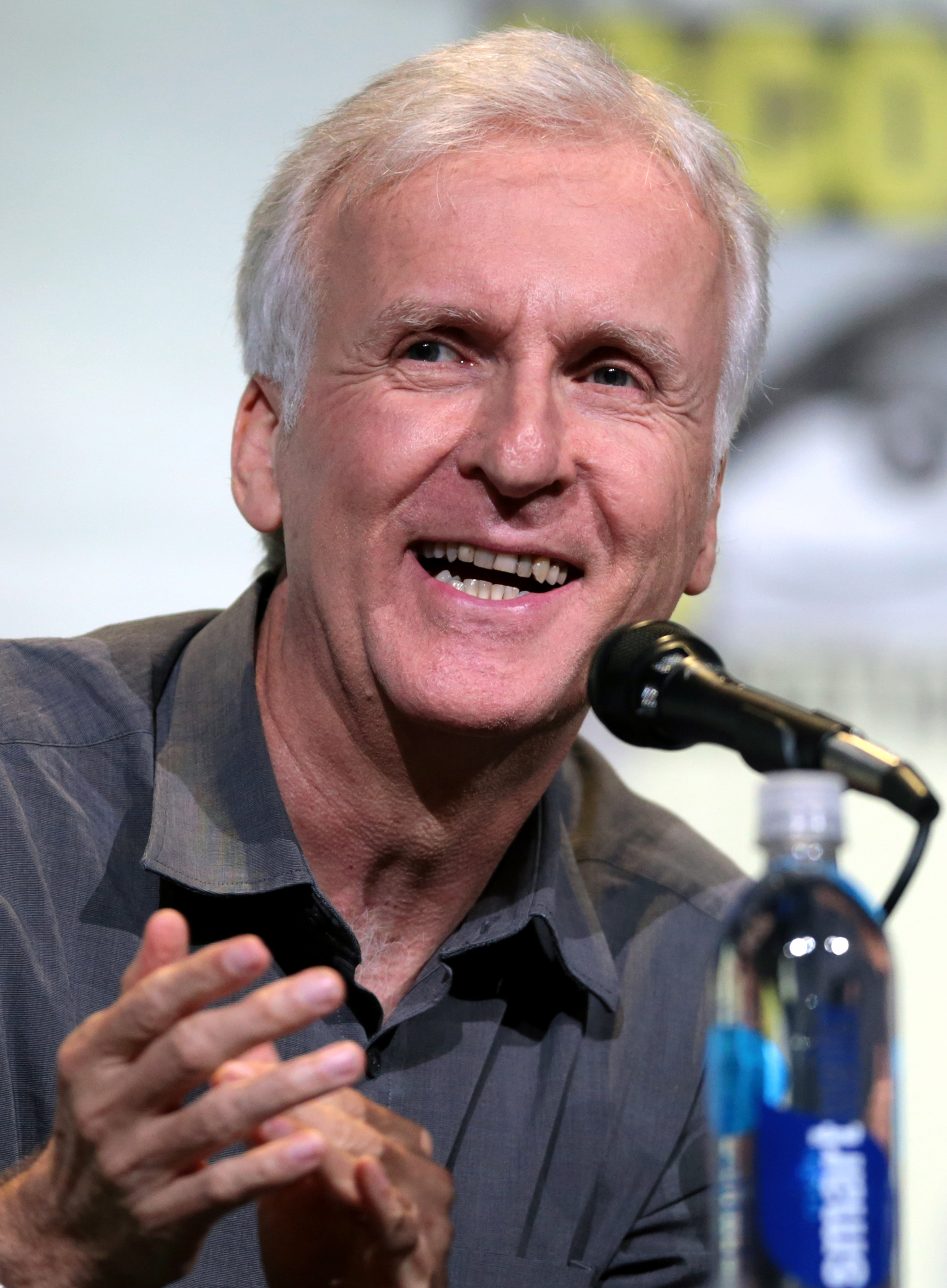
James Cameron est l'auteur des trois plus grands succès commerciaux de Century Fox avec Titanic, Avatar et Avatar : La voie de l'eau

20th Century Studios possède de nombreuses licences populaires, parmi lesquelles Titanic, X-Men, Die Hard, Alien, Predator, La Planète des singes, L'âge de glace, La Nuit au musée, Home Alone, Garfield, X-Files, Alvin et les Chipmunks, Le Monde de Narnia (à partir du troisième film), Les Simpson, Futurama, Les Griffin et quelques autres séries animés. Avatar, le plus gros budget de l'histoire de 20th Century Studios, a été rentabilisé en 10 jours.
| Rang | Titre                                         | Réalisateur                       | Année | Pays d'Origine | Budget (USD)  | Recettes (USD)  |
| ---- | --------------------------------------------- | --------------------------------- | ----- | -------------- | ------------- | --------------- |
| 1    | Avatar                                        | James Cameron                     | 2009  | États-Unis     | 237 000 000 $ | 2 787 965 087 $ |
| 2    | Avatar : La Voie de l'eau                     | James Cameron                     | 2022  | États-Unis     | 250 000 000 $ | 2 244 456 991 $ |
| 3    | Titanic                                       | James Cameron                     | 1997  | États-Unis     | 200 000 000 $ | 2 186 772 302 $ |
| 4    | Star Wars, épisode I : La Menace fantôme      | George Lucas                      | 1999  | États-Unis     | 115 000 000 $ | 1 027 044 677 $ |
| 5    | L'Âge de glace 3 : Le Temps des dinosaures    | Carlos Saldanha et Mike Thurmeier | 2009  | États-Unis     | 90 000 000 $  | 886 686 817 $   |
| 6    | L'Âge de glace 4 : La Dérive des continents   | Steve Martino et Mike Thurmeier   | 2012  | États-Unis     | 95 000 000 $  | 877 244 782 $   |
| 7    | Star Wars, épisode III : La Revanche des Sith | George Lucas                      | 2005  | États-Unis     | 113 000 000 $ | 848 754 768 $   |
| 8    | Independence Day                              | Roland Emmerich                   | 1996  | États-Unis     | 75 000 000 $  | 817 400 891 $   |
| 9    | Deadpool                                      | Tim Miller                        | 2016  | États-Unis     | 58 000 000 $  | 783 112 979 $   |
| 10   | Star Wars, épisode IV : Un nouvel espoir      | George Lucas                      | 1977  | États-Unis     | 11 000 000 $  | 775 398 007 $   |

### Les films primés

#### Oscar du meilleur film
20th Century Studios a vu sept de ses films remporter l'Oscar du meilleur film :
- en 1942 : Qu'elle était verte ma vallée (How Green Was My Valley) de John Ford ;
- en 1948 : Le Mur invisible (Gentleman's Agreement) d'Elia Kazan ;
- en 1951 : Ève (All about Eve) de Joseph L. Mankiewicz ;
- en 1996 : Braveheart de Mel Gibson ;
- en 1998 : Titanic de James Cameron
- en 2009 : Slumdog Millionaire'' de Danny Boyle
- en 2015 : Birdman de Alejandro González Iñárritu